# Contea di San Secondo
La contea di San Secondo, successivamente elevata in marchesato, fu un piccolo Stato dell'Italia centro-settentrionale governato dalla famiglia Rossi dal 1365, data di acquisto del feudo ceduto dal Capitolo della Cattedrale di Parma, sino alla Rivoluzione francese cui seguì l'estinzione della linea diretta del casato avvenuta nel 1817 (l'ultimo Rossi, Guido, morto nel 1825, non ebbe il potere temporale).
Il minuscolo territorio fu vassallo dapprima del ducato di Milano poi del ducato di Parma.

## Storia

### La nascita della contea
La contea di San Secondo nacque formalmente il 18 aprile 1365 quando Ugolino de' Rossi, vescovo di Parma, oberato dai debiti contratti dal capitolo della cattedrale che era proprietario delle terre di San Secondo sin dal 895 d.C., le cedette ufficialmente ai nipoti Giacomo e Bertrando de' Rossi come risarcimento per un prestito non onorato.

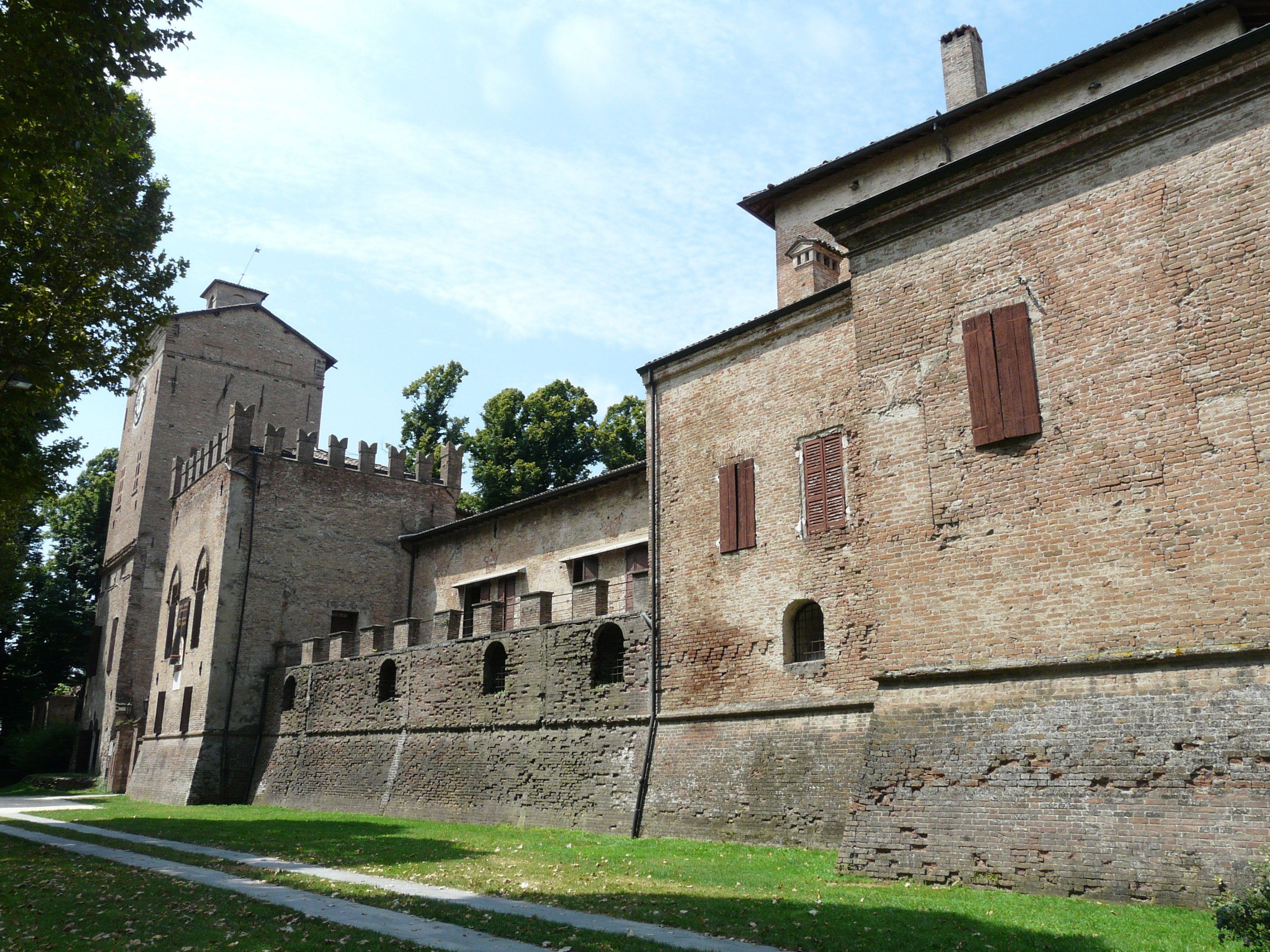
La rocca dei Rossi di San Secondo, residenza dei conti e dei marchesi

 Tale atto comunque, ratificato poi nel 1367 con la designazione di Giacomo de' Rossi come primo conte, è puramente convenzionale, in quanto i Rossi possedevano già dei terreni a sud del paese, nella zona di Castell'Aicardi. sin dal 1146 e, pur essendo apparentemente proprietari solo della quarta parte del territorio, esercitavano di fatto la signoria già dal XIII secolo a causa della debole posizione dei canonici.

### Le acquisizioni di Pietro Maria I e la lotta con i Terzi
In seguito alla scomparsa di Giacomo avvenuta attorno al 1370 gli successero nella gestione dei beni di famiglia il figlio Rolando (di Giacomo) e il nipote Bertrando di Bertando, amico e consigliere di Gian Galeazzo Visconti. Il modo in cui venisse gestito il potere nel casato da Rolando e Bertrando non è del tutto chiaro, anche se dagli atti si intuisce che San Secondo fosse di pertinenza di Rolando e Felino di Bertrando. Rolando morì senza eredi nel 1389 lasciando il controllo del casato nelle sole mani del cugino, morto il quale, nel 1396, la contea passò al figlio Pietro Maria che, oltre a San Secondo, controllava contemporaneamente le contee di Corniglio e Berceto. 

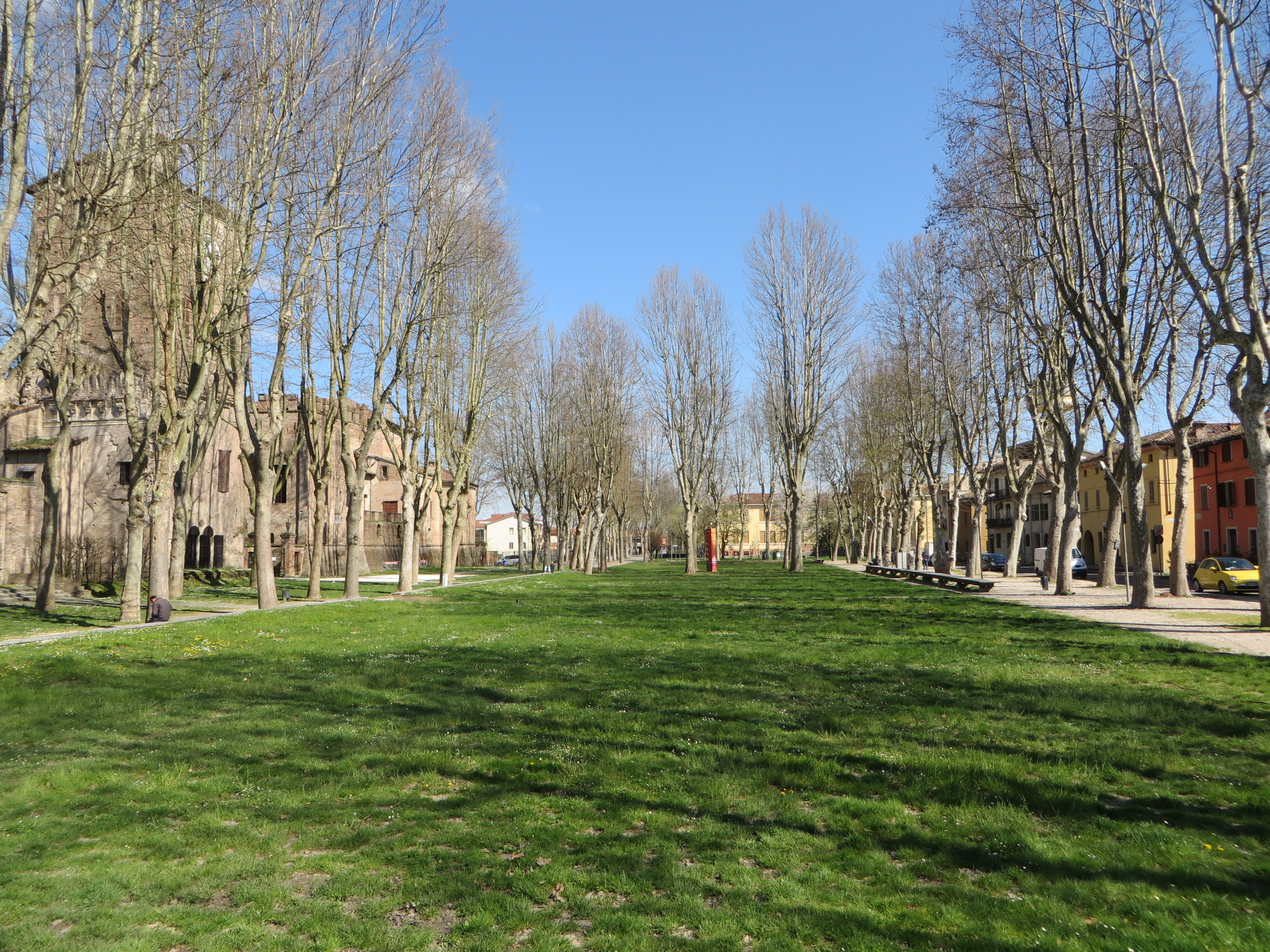
La rocca e il borgo sulle rive del Taro morto utilizzato per alimentare i fossati posti a protezione degli edifici

Nel 1401 Pietro Maria ingrandì la contea di San Secondo acquistando dai sempre indebitati canonici il vicino feudo del Pizzo e, in successione, i territori di Castell'Aicardi, Ronchetti e Corticelli, ma l'espansione territoriale del feudo e le mire del Rossi sul governo della città di Parma misero Pietro in conflitto con la famiglia Terzi, ciò diede il via a una lotta fra le due casate che culminò con l'assalto e l'incendio del borgo forticato di San Secondo condotto nel 1403 da Ottobono dei Terzi alla testa di 300 cavalieri e 200 fanti.
Dopo aver ottenuto l'investitura della contea dall'imperatore Sigismondo di Lussemburgo, Pietro Maria incominciò la costruzione della rocca dei Rossi intorno al 1415, scegliendo San Secondo come sede principale dalla quale governare i numerosi domini che la famiglia possedeva nel parmense e nel cremonese, mentre al fratello Giacomo spettò il feudo di Felino.

### La signoria di Pier Maria II e la guerra contro Ludovico il Moro

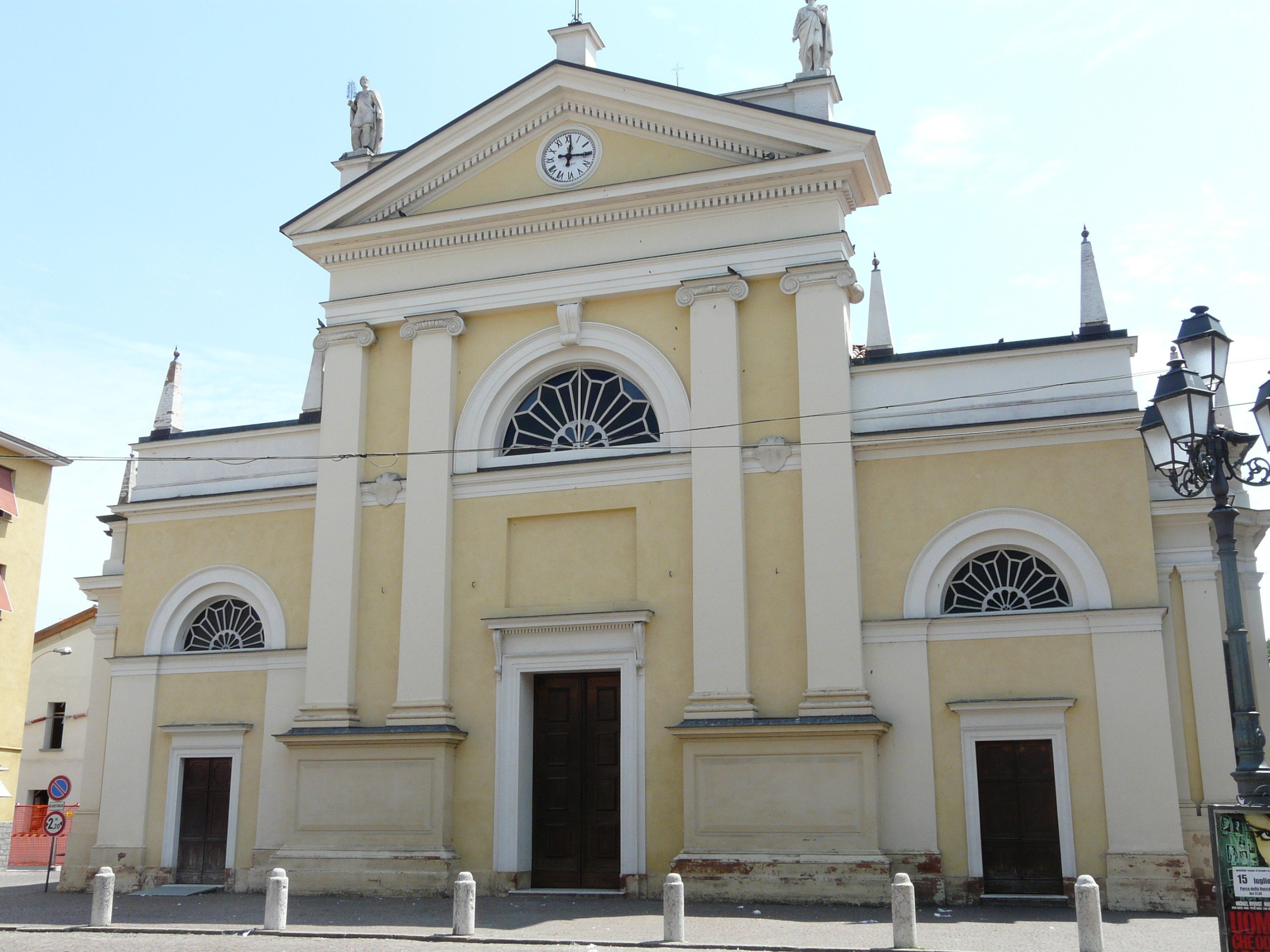
La Collegiata della Beata Vergine Annunciata voluta da Pier Maria II de' Rossi

A Pietro Maria successe il figlio Pier Maria II che aveva eletto come residenza della famiglia la rocca di San Secondo; durante la sua signoria, la contea conobbe uno sviluppo urbanistico notevole: il castello venne ingrandito, fu costruita la chiesa dell’Annunciazione di Maria Vergine, divenuta titolare della parrocchialità nel 1470 e il borgo ampliato per ospitare gli abitanti dell'originario insediamento demico di Villa di San Secondo.
Pier Maria decise di suddividere i territori dello stato rossiano, nel testamento del 1464 infatti, escluso il primogenito Giovanni per le ingiurie arrecate al padre e Giacomo per aver intrecciato legami sentimentali con una Terzi, appartenente quindi a una famiglia acerrima nemica dei Rossi, nominò eredi legittimi il figlio Guido e il figlio Bernardo, oltre che al naturale Ottaviano. La morte prematura di Bernardo, avvenuta nel 1468 e di Ottaviano, convinse Pier Maria a eseguire nel 1480 una modifica al testamento nel quale venne incluso il figlio naturale Bertrando investito delle rocche dell'appennino, tale decisione non venne mai accettata da Guido e divenne il motivo per il quale Bertrando si schierò contro il fratello durante la Guerra dei Rossi.
Tuttavia la presa del potere di Ludovico il Moro segnò il declino delle fortune dei Rossi, fautori della fazione sforzesca avversa; il duca di Milano strinse un'alleanza con i Sanvitale, i Pallavicino e i Da Correggio, quindi mosse guerra al Rossi: nel gennaio 1482 le truppe del Moro guidate dal suo figlio naturale e da Gian Giacomo Trivulzio invasero la contea e cinsero di assedio la rocca di San Secondo.
Pier Maria II oppose una strenua resistenza e in alcune sortite riuscì addirittura a respingere gli assedianti oltre il greto del fiume Taro e del torrente Parola (in realtà trattasi del Rovacchia del quale il Parola è affluente), catturando schiere di armigeri; tuttavia la mutata strategia intrapresa dagli invasori che, vista l'impossibilità di far cadere San Secondo, incominciarono ad assediare una per una le varie rocche dei Rossi e la salute malferma del conte fecero sì che Pier Maria II lasciasse la conduzione della guerra all'erede designato (il figlio primogenito Giovanni era stato diseredato) Guido, ritirandosi nel castello di Torrechiara ove morì poche settimane dopo.

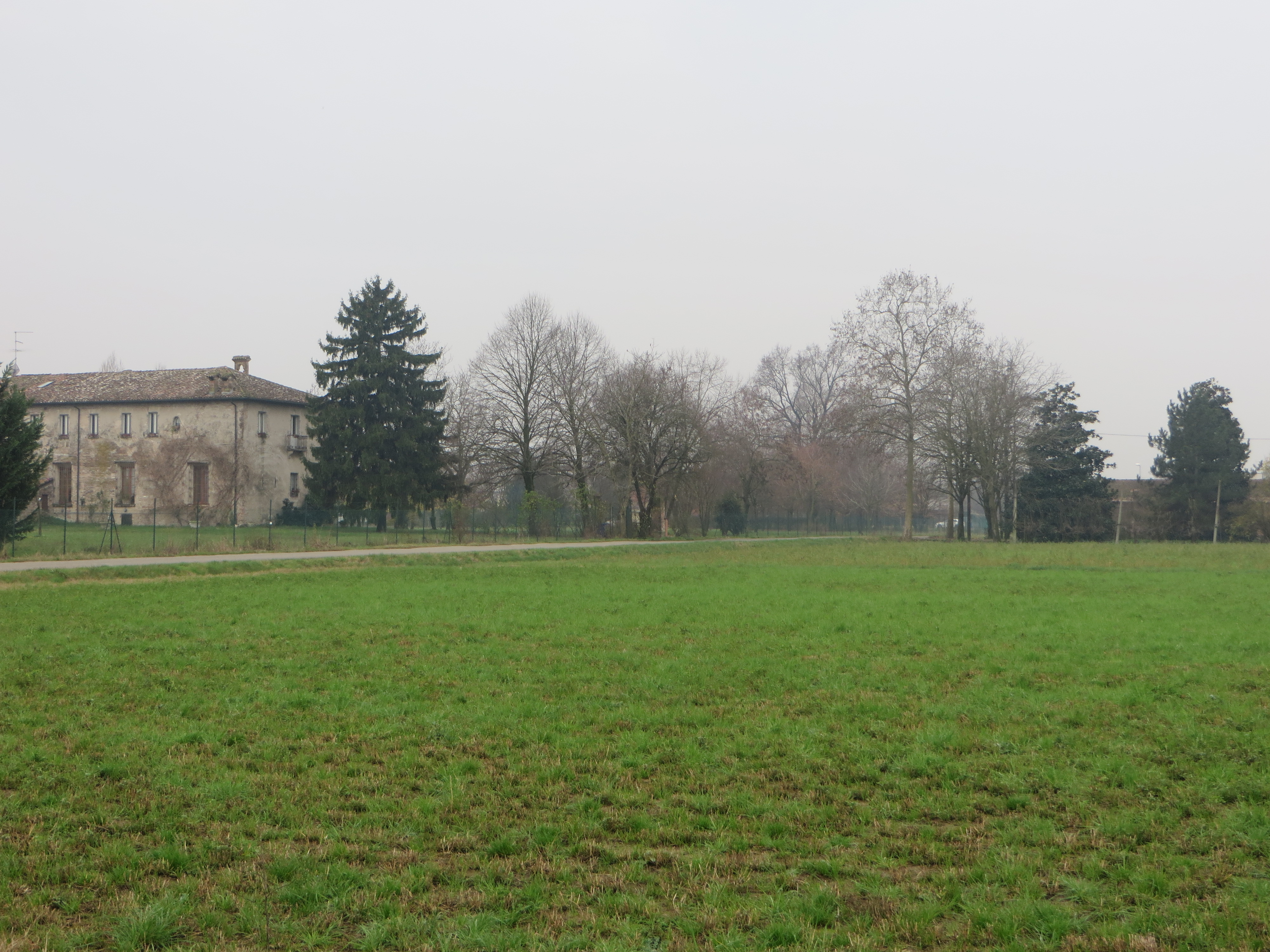
Il convento dei frati minori, fatto erigere da Pier Maria II sul luogo dell'originario insediamento demico di Villa di San Secondo

Guido continuò la lotta ma, dopo una momentanea tregua e senza l’aiuto dei veneziani, dovette fuggire da San Secondo che cadde il 21 giugno 1483, dopo un anno e mezzo di combattimenti.
La susseguente pace di Bagnolo, del 1484, non reintegrò i Rossi nei loro feudi.

### Il ritorno dei Rossi: il recupero del feudo e l'erezione a marchesato
Gli anni successivi alla presa della rocca furono anni di decadenza e degrado, nondimeno nel 1493 Giovanni de’ Rossi, figlio primogenito diseredato da Pier Maria II, riuscì a rientrare in possesso del feudo di San Secondo grazie all'amicizia con Gian Giacomo Trivulzio, anch'egli al servizio del re di Francia. Un primo impegno ufficiale in tal senso venne preso nel 1495 dal re di Francia Carlo VIII al quale Betrando Rossi raccomandò il fratello Giovanni durante una sosta del re al castello di Berceto.
L'investitura ufficiale di Luigi XII avvenne comunque solo nel 1499 dopo la caduta di Ludovico il Moro, ciò fu possibile grazie soprattutto all'interessamento del Trivulzio, luogotenente dei francesi in Italia. Nella lotta per il possesso degli antichi feudi uscì invece sconfitto Filippo Maria, figlio di quel Guido de' Rossi morto nel 1490 ed erede designato da Pier Maria II, che da più parti erano ritenuto il legittimo nonché ampiamente favorito pretendente del feudo di San Secondo e che pagò il fatto di essere al soldo della repubblica di Venezia, nemica dei francesi nella guerra d'Italia culminata con la battaglia di Fornovo.

La scelta comunque fu anche dettata da considerazioni di opportunità politica: reinsediare Filippo nei feudi appartenuti al nonno avrebbe potuto costituire una pericolosa testa di ponte nell'ottica di una potenziale futura espansione della Serenissima nel parmense, l'insediamento di Giovanni e del figlio Troilo, espressamente filofrancesi e da loro dipendenti, non avrebbe comportato alcun rischio.

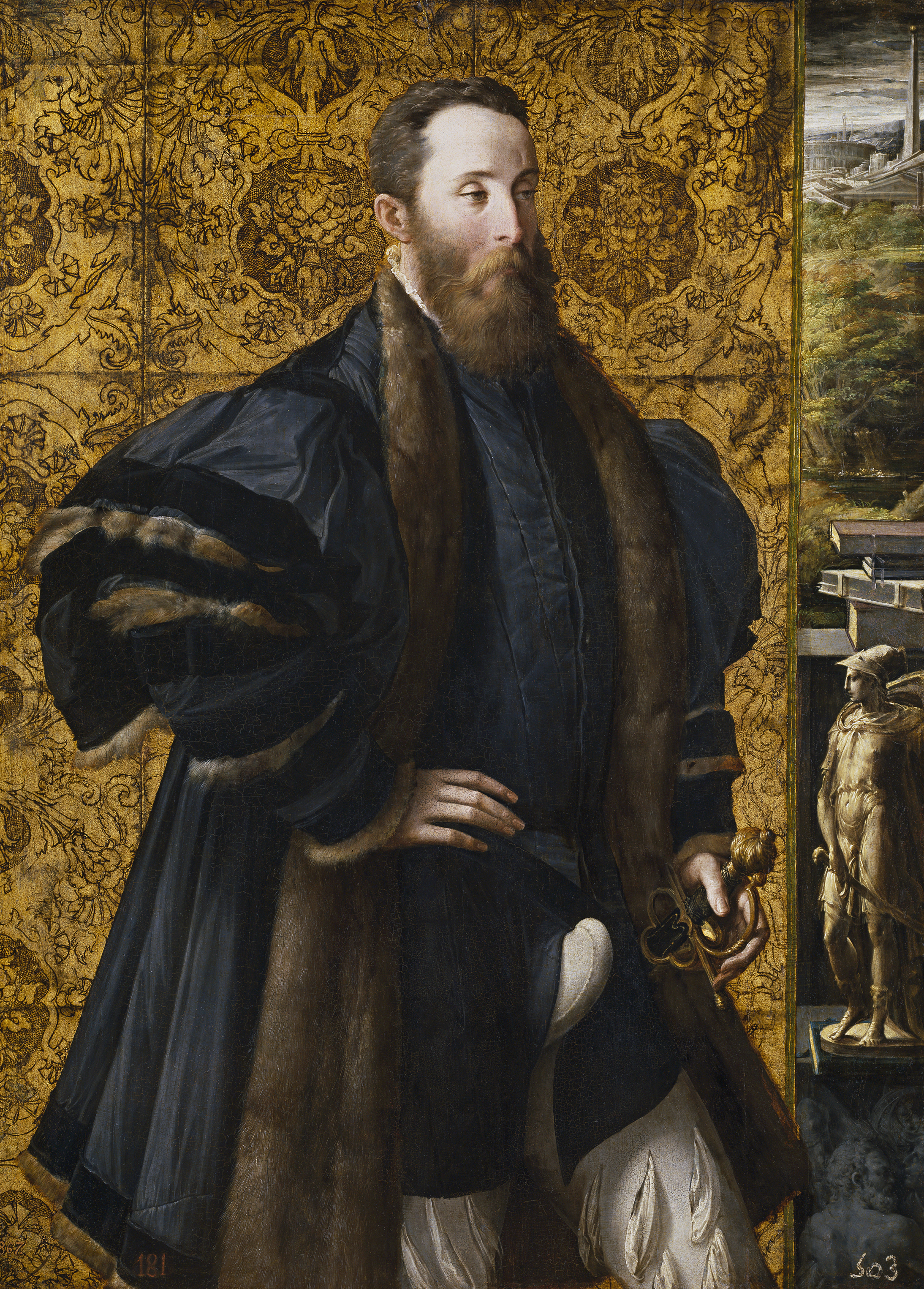
Pier Maria III de' Rossi ritratto dal Parmigianino

A compensazione dell’impossibilità di reinsediare i Rossi di San Secondo nei loro possedimenti aviti, Troilo I figlio di Giovanni fu creato marchese il 15 agosto 1502 dal re di Francia presso il quale, come già detto, prestava servizio.

### La riconquista dei territori perduti e il periodo d’oro del marchesato
Fino al 1504 i territori controllati da Troilo I si riducevano al solo San Secondo, che pur non essendo un mero insediamento rurale ma un centro importante con le sue botteghe di spezieria e barberia, con la sua collegiata e il convento degli Zoccolanti, rappresentava sempre un unico feudo anche se elevato al rango di marchesato due anni prima.
Nel 1504 Troilo I ingrandì i propri territori acquisendo il feudo di Basilicanova e nel 1506 ereditò da Bertrando il feudo di Berceto, riuscendo dopo sette anni di dominio francese nel parmense, a rientrare in possesso di Basilicanova, Fornovo, Roccalanzona, Carona, Berceto, Bardone e Roccaprebalza.
Nonostante i propositi di riconcquista totale degli antichi feudi che si prefissarono i Rossi di San Secondo nella prima metà del Cinquecento, non fu possibile però rientrare in possesso di Torrechiara e Felino, inizialmente assegnate a Troilo I ma poi, a fronte dell'ostilità degli abitanti di fronte alla signoria di un Rossi ritenuto non essere erede legittimo di Pier Maria II, cedute da Luigi XII a Pietro di Rohan, nobile francese e da questi vendute nel 1502 ai Pallavicino, ritenuti troppo forti per poter essere scalzati dai due feudi. Roccabianca invece fu considerato un obiettivo maggiormente perseguibile, non solo per contiguità geografica, ma anche perché fu tenuta un Pallavicino decaduto e poi da dei Rangoni che non costituivano un ostacolo insormontabile. Tuttavia ogni velleità seppur perseguita con strumenti di ogni genere, che vanno dalle cause civili, all’eliminazione fisica degli avversari (anche se solo tentata), sino a spingersi all’azione di forza quando il contesto delle relazioni internazionali lo consente, risultò essere vana e le perdite definitive.
A questi feudi va aggiunto anche quello di Corniglio passato a Filippo Maria, l'erede legittimo di Pier Maria II.
Pur non riuscendo quindi che a condurre una riconquista parziale, i feudi che Troilo I riuscì a riconquistare e a governare da San Secondo, eretta da Troilo I nel suo testamento del 1521 come sede della famiglia e della cancelleria, ne fecero uno dei più grandi feudatari parmensi.

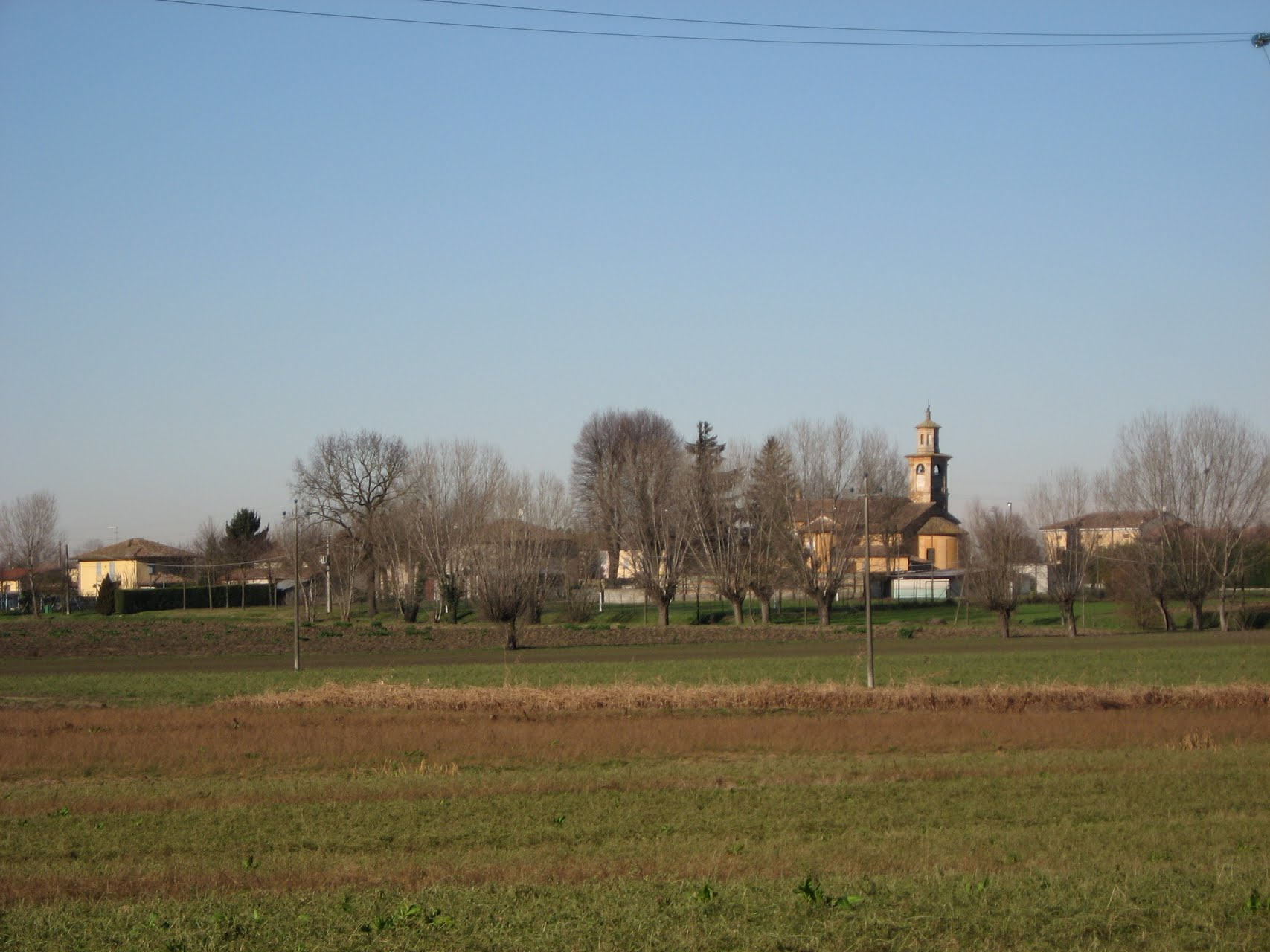
Il feudo di Castell'Aicardi, i Rossi sono attestati nel suo territorio sin dal 1146

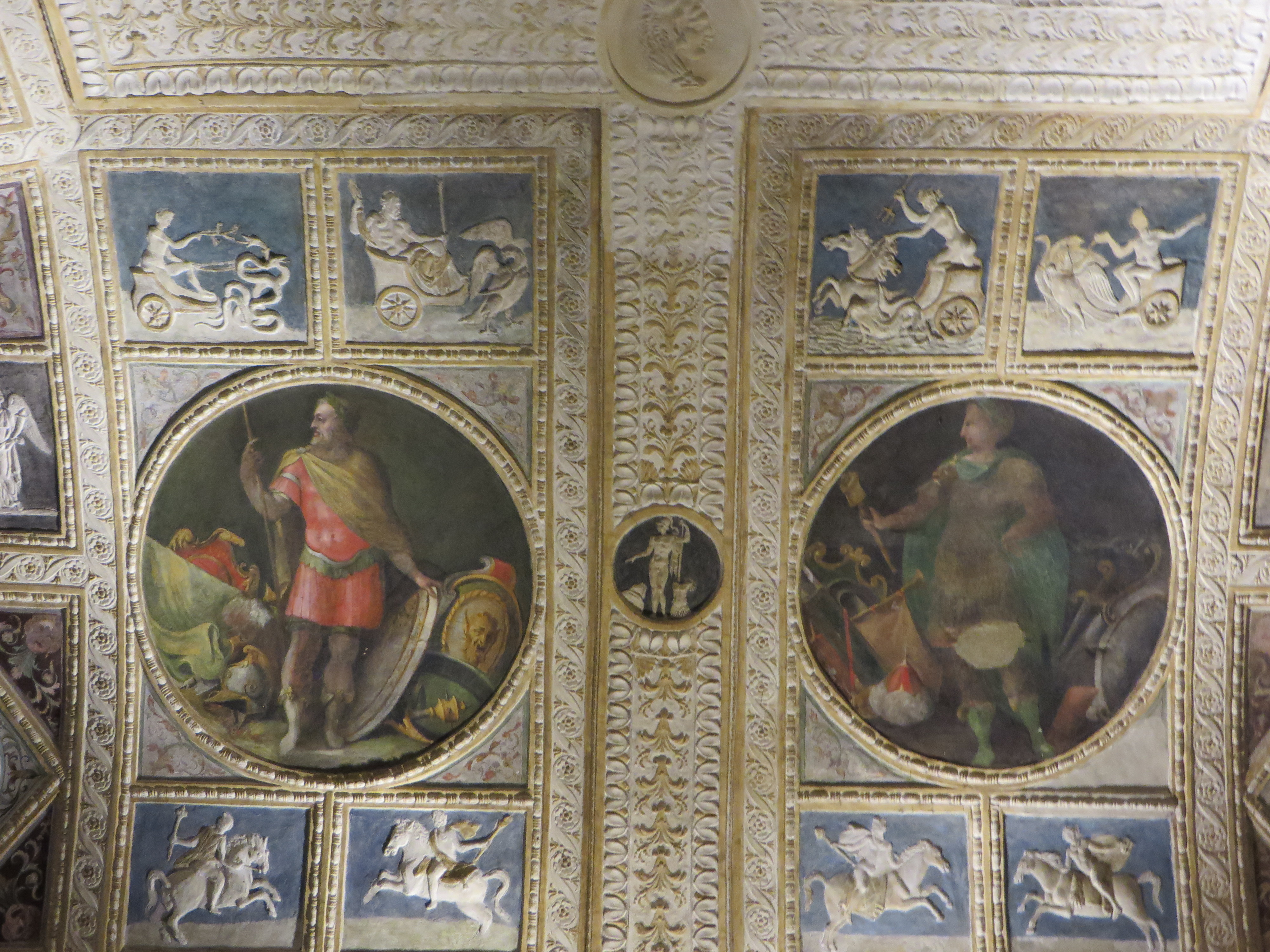
Rocca dei Rossi: sala dei Cesari, studiolo di Pier Maria III de' Rossi

Abile diplomatico, Troilo sposò nel 1503 la contessa Bianca Riario, figlia di Girolamo, signore di Imola, e di Caterina Sforza, nonché sorellastra di Giovanni dalle Bande Nere, nipote da parte della madre di papa Sisto IV e cugina di papa Giulio II. Questo matrimonio gli consentì quindi di entrare nel grande gioco della politica italiana dell'epoca e di rinforzare con importanti alleati la propria posizione minacciata dalle rivendicazioni dei Rossi di Corniglio, il cui assedio Troilo aveva già fronteggiato e respinto con successo.

Nonostante questo primo tentativo di espugnare San Secondo fosse andato a vuoto, agli eredi di Guido si presentò una seconda occasione alla morte di Troilo I, avvenuta il 3 giugno 1521, quando, approfittando del fatto che il marchesato fosse retto da Pier Maria III, ancora giovinetto, le truppe di Filippo Maria e di Bernardo de’ Rossi invasero il territorio occupando San Secondo. 

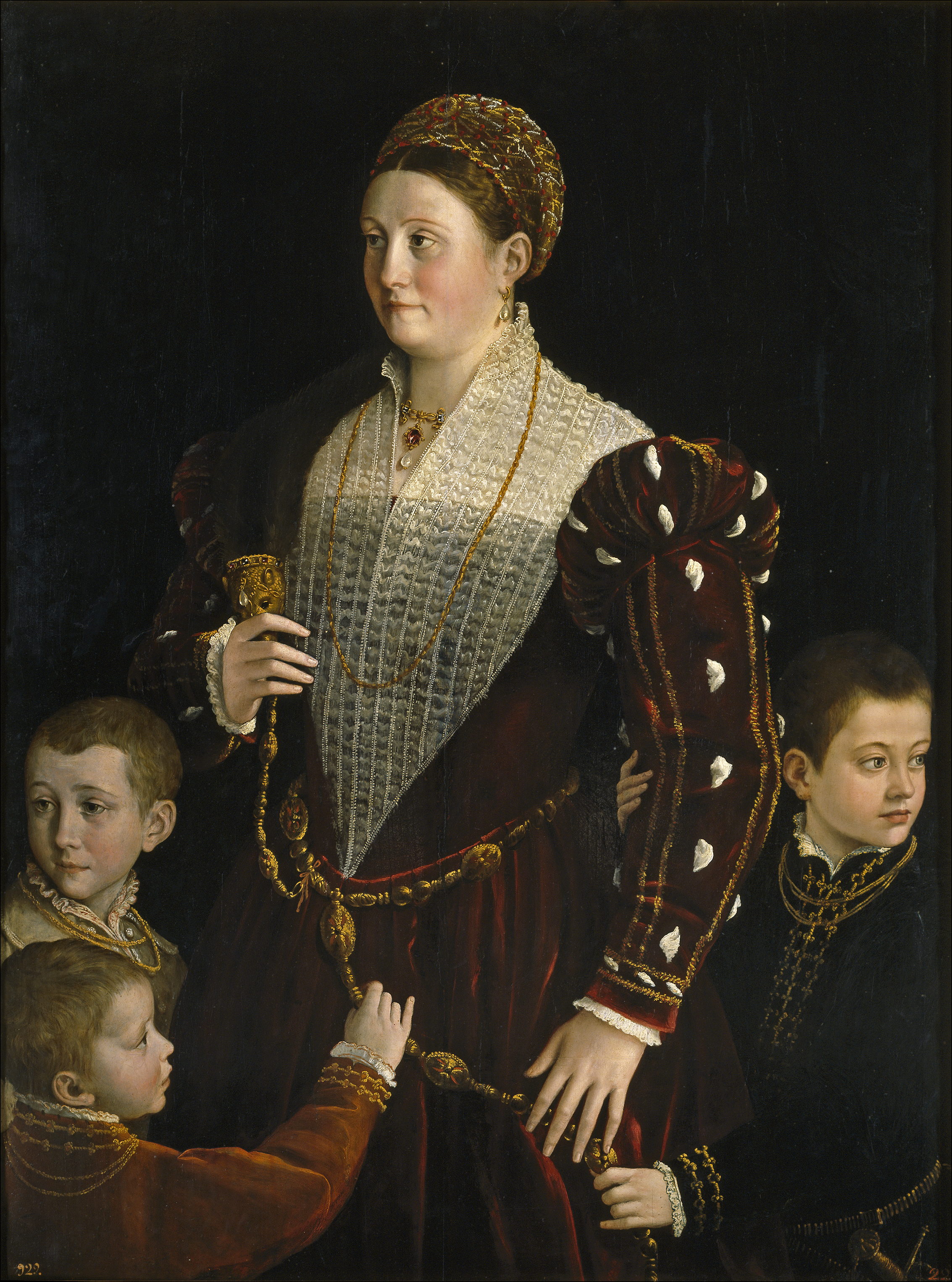
Camilla Gonzaga con i tre figli

In aiuto della sorellastra Bianca e di Pietro Maria III accorse Giovanni de’ Medici, allora nel cremonese, che, sbaragliando le truppe dei cornigliesi nella battaglia di San Secondo, occupò tutte le piazzeforti che gli invasori avevano espugnato restituendole al nipote Pietro Maria III.

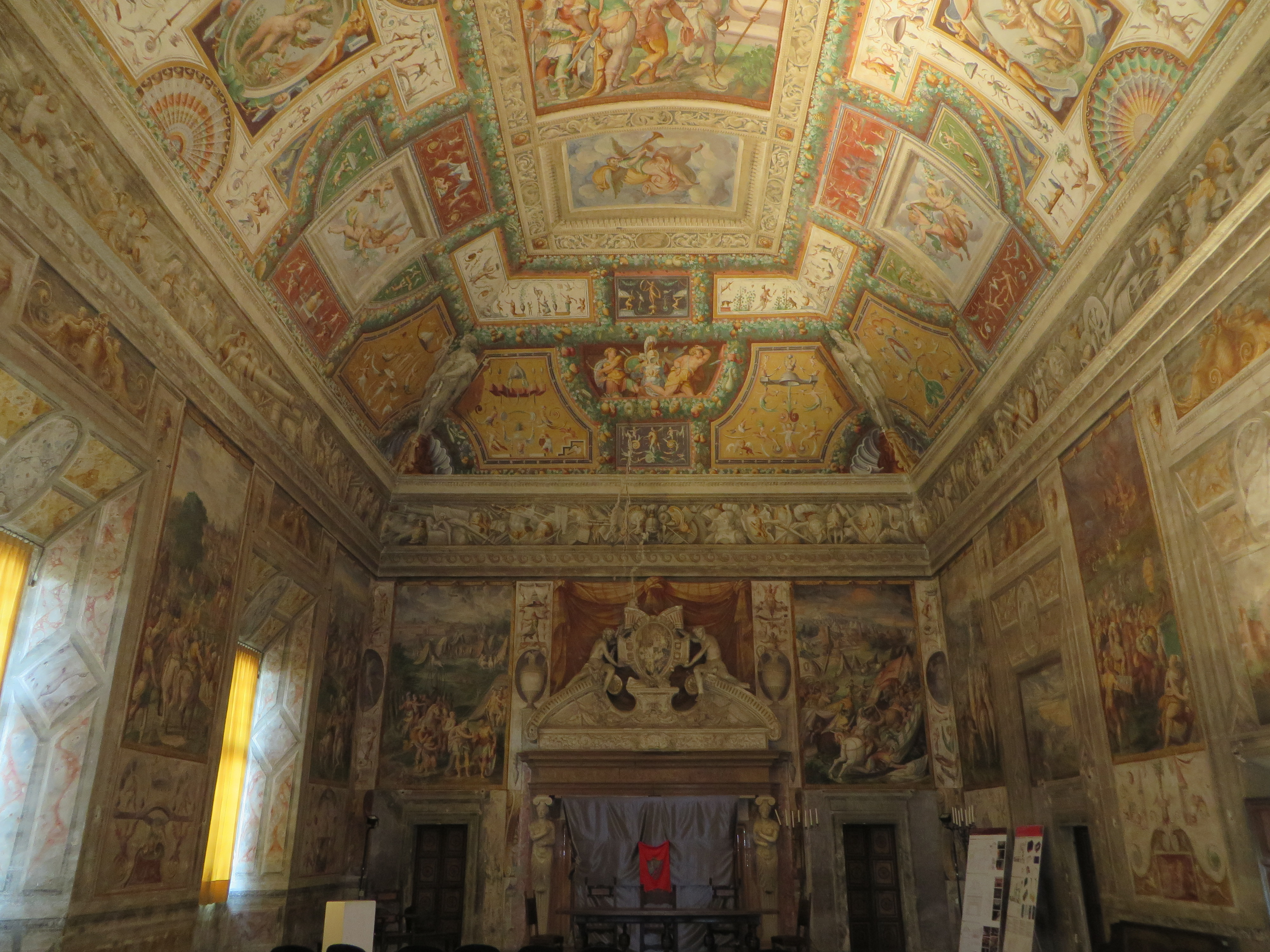
Rocca dei Rossi: Sala delle gesta rossiane, affrescata per volere di Troilo II

Negli anni successivi la corte di San Secondo fu frequentata da personaggi fra i più illustri e famosi dell'epoca: oltre al già menzionato Giovanni de' Medici, fu spesso ospite Pietro l’Aretino; i due presenziarono insieme alla sfarzosa cerimonia nuziale di Pietro Maria III Maria con Camilla Gonzaga, avvenuta il 13 febbraio 1523 e ancora rievocata annualmente nel palio delle contrade di San Secondo; successivamente fu presente anche il Parmigianino che immortalò Pier Maria III in un celebre ritratto conservato al museo Prado di Madrid.

Grazie alle ricchezze accumulate, Pier Maria decise di far adornare e abbellire la rocca, opera continuata poi dal figlio Troilo II e culminata con la decorazione della sontuosa sala delle gesta rossiane, dove in tredici episodi Troilo desiderava mitizzare le imprese della sua famiglia.

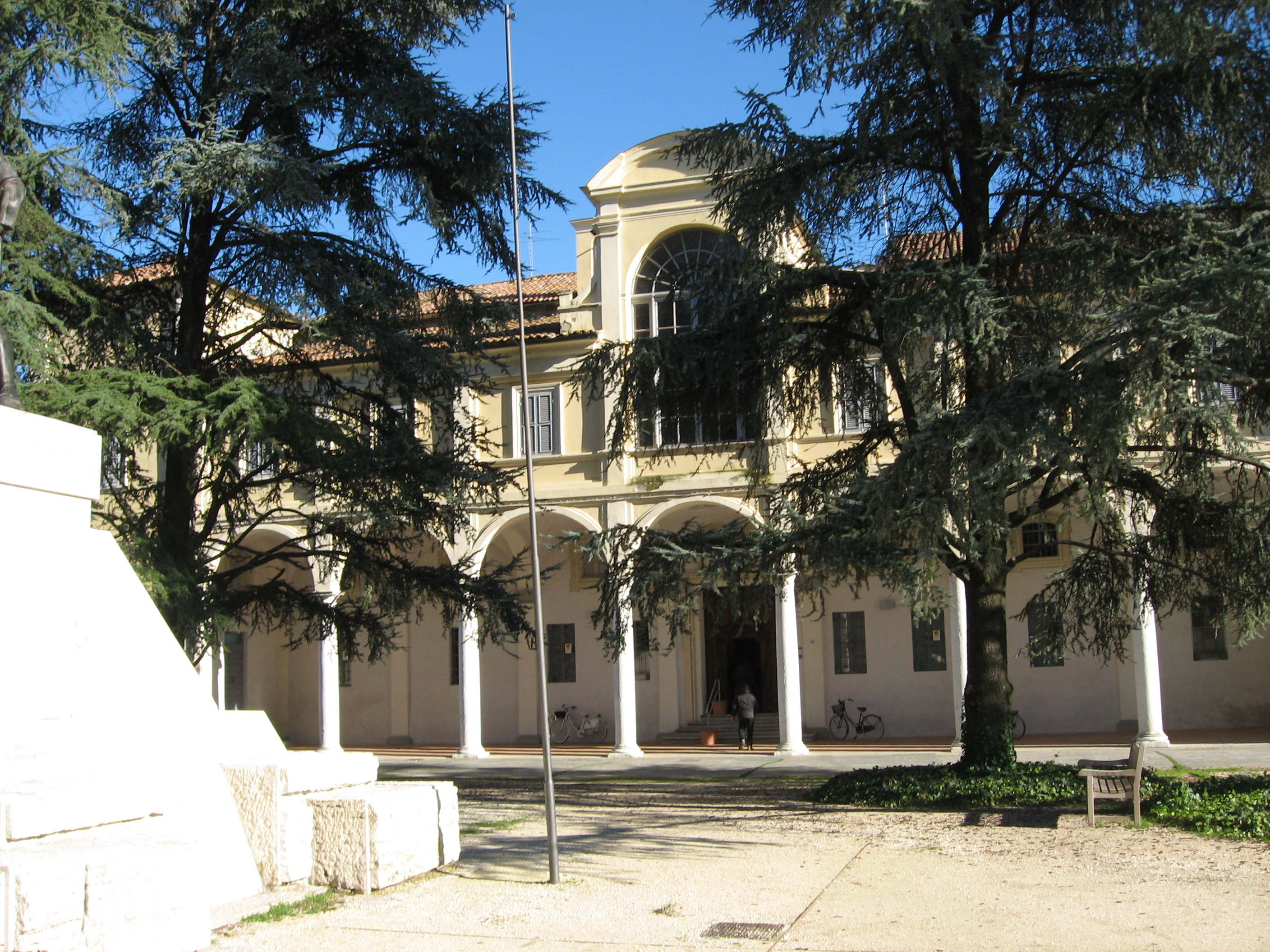
Ospedale della Misericordia edificato per volere di Federico I

### Il periodo farnesiano e la confisca del feudo
L'avvento dei Farnese come signori del neonato ducato di Parma e Piacenza segnò l'inizio della decadenza del potere e prestigio dei Rossi di San Secondo.
Troilo II più volte rifiutò di fare atto di vassallaggio a Ottavio Farnese, ma dovette cedere nel 1556 di fronte a una missiva del re Filippo II di Spagna che ordinava al Rossi addirittura di cedere la contea dei San Secondo al duca di Parma.
Il rapporto con i Farnese continuò fra alti e bassi per più di mezzo secolo. Dopo il breve marchesato di Troilo III morto a causa delle ferite riportate combattendo contro i francesi sotto le mura di Saluzzo, divenne marchese Federico I; durante il suo marchesato il borgo venne ampliato, la rocca restaurata, fu edificato l'ospedale della misericordia, fu eretto il convento dei cappuccini e l'oratorio del Santissimo Sacramento.
Il sostegno però che i Rossi continuavano a dare alla Spagna, invisa ai Farnese, portò alla confisca del feudo nel 1635 costringendo il marchese Pier Maria IV a dimorare nella residenza cremonese di Farfengo senza più poter rientrare nella contea.

### Il ritorno dei Rossi, il declino e la fine del marchesato

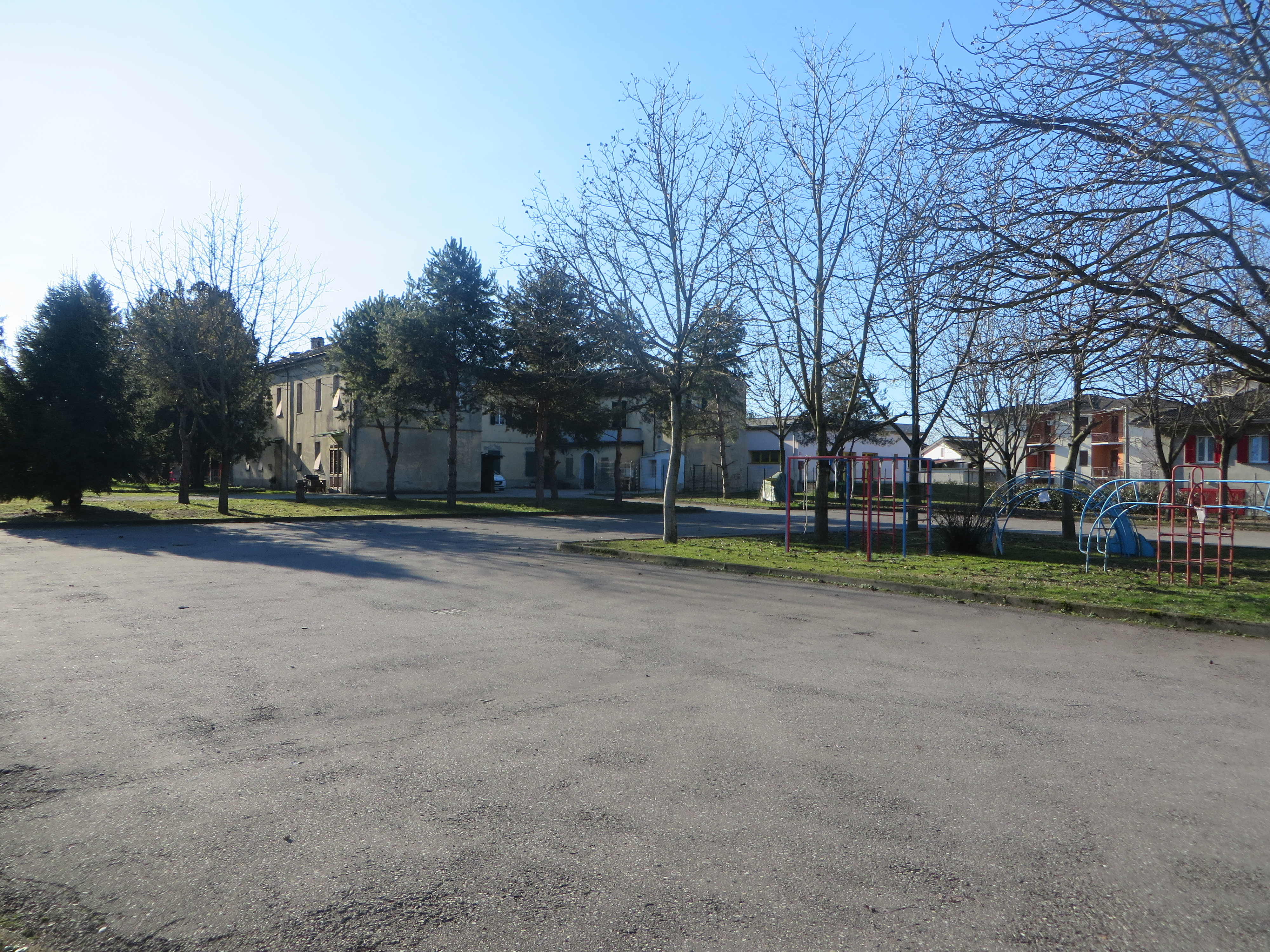
Il Convento dei Cappuccini fu edificato per volere di Federico I de' Rossi

I Rossi riuscirono a riavere il possesso del marchesato solo 18 anni dopo, nel 1653, grazie a Scipione I, che, a prezzo di grandi sacrifici economici, riuscì a ottenere la restituzione del feudo, anche con l’aiuto del re di Spagna Filippo IV che, nel 1640, aveva disposto la cessione ai Rossi di alcune rendite fiscali di comunità del regno di Napoli appartenenti ai Farnese, che furono riconsegnate nel 1657, dopo la restituzione dello "Stato" di San Secondo e feudi annessi.
Tuttavia il depauperamento del patrimonio rossiano e i sempre maggiori interessi che i Rossi coltivavano in Lombardia, provocarono un declino inarrestabile della contea. Scipione I oberato dai debiti cedette nel 1664 i ritratti di Pier Maria Rossi e Camilla Gonzaga, opere del Parmigianino, al re di Spagna e, successivamente, nel 1666 il feudo di Berceto e le altre terre dell'Appennino parmense alla camera ducale di Parma; infine abdicò in favore del figlio Federico II per trasferirsi a Venezia prima (i Rossi facevano parte sin dal XIV secolo del patriziato veneto) e a Farfengo poi, dove morì. Del periodo del marchesato di Scipione I si ricorda l'erezione dell'Oratorio della Beata Vergine del Serraglio.
Federico II mantenne una politica di buon rapporto con i Farnese, gestendo con successo la delicata fase di passaggio del ducato ai Borbone. Amante delle arti, promosse la realizzazione di una serie di importanti opere pubbliche, fra le quali l'ingrandimento della chiesa collegiata compreso il rifacimento del sagrato, l'edificazione dell'oratorio del Riscatto e l'ampliamento dell'Oratorio della Beata Vergine del Serraglio.
La rivoluzione francese colse quindi di sorpresa il penultimo marchese Scipione II che, ormai ultrasettantenne, preferì fuggire senza difendere il proprio feudo di fronte alle armate napoleoniche morendo senza eredi nel 1802. Gli subentrò il cugino Giangirolamo che di fatto non risiedette quasi mai a San Secondo: la sua dipartita, privo di prole, nel 1817, causò l'estinzione del marchesato.

## Territorio
La contea di San Secondo propriamente detta occupava inizialmente un territorio piuttosto esiguo in prossimità del borgo fortificato, arrivando poi con le acquisizioni di Pietro Maria I (Pizzo, Castell’Aicardi, Corticelli, Ronchetti) a estendersi su una superficie all'incirca coincidente con l’attuale comune di San Secondo Parmense, delimitata da confini fluviali, a est il Taro, a ovest il Rovacchia e a nord il torrente Stirone.
Intesa però come centro nevralgico del potere dello "Stato" rossiano, nonché residenza della famiglia dei Rossi, l’estensione territoriale massima ai tempi di Pier Maria II comprendeva non soltanto il borgo di San Secondo, ma anche quelli di Arzenoldo (Roccabianca), Felino, Torrechiara, Corniglio, Berceto, Corniana, Segalara e altre rocche appenniniche.
L'estensione territoriale massima raggiunta invece sotto la dinastia dei Rossi di San Secondo che appunto eressero San Secondo a capitale ufficiale del loro Stato nel 1521 riguardava oltre che al territorio della contea propriamente detta i feudi di Basilicanova, Fornovo, Roccalanzona, Carona, Berceto, Bardone e Roccaprebalza per un totale stimato, in base alle attuali estensioni comunali, superiore ai 300 km².

## Conti (1365-1502) e marchesi (1503-1817) di San Secondo
| Stemma | Titolo   | Nome                                           | Periodo            | Consorte | Note |
|        | Conte    | Giacomo de' Rossi                              | 1365 - 1370        | Agnese di Bonaccorso Ruggeri morta nel 1350 poi Agnese Lupi                                                 | |
|        | Conte    | Bertrando Rossi juniore                        | 1370 - 1396        | Eleonora Rossi                                                                                              | Figlio di Bertrando e nipote di Giacomo, da non confondere con l'altro Bertrando figlio di Giacomo. Bertrando gestì il potere in condominio con Rolando, figlio di Giacomo, che comunque non compare in nessuna fonte con il titolo di conte che era invece attribuito a Bertrando. |
|        | Conte    | Pietro Maria de' Rossi "il Magnifico"          | 1396 - 1438        | Maria Giovanna Cavalcabò                                                                                    | Governò i feudi di famiglia in compartecipazione con il fratello Giacomo, vescovo di Verona, sino alla sua morte avvenuta nel 1418; Pietro risiedette prevalentemente a San Secondo, Giacomo a Felino. È definito negli Elogia di Federico de' Rossi "il magnifico".                |

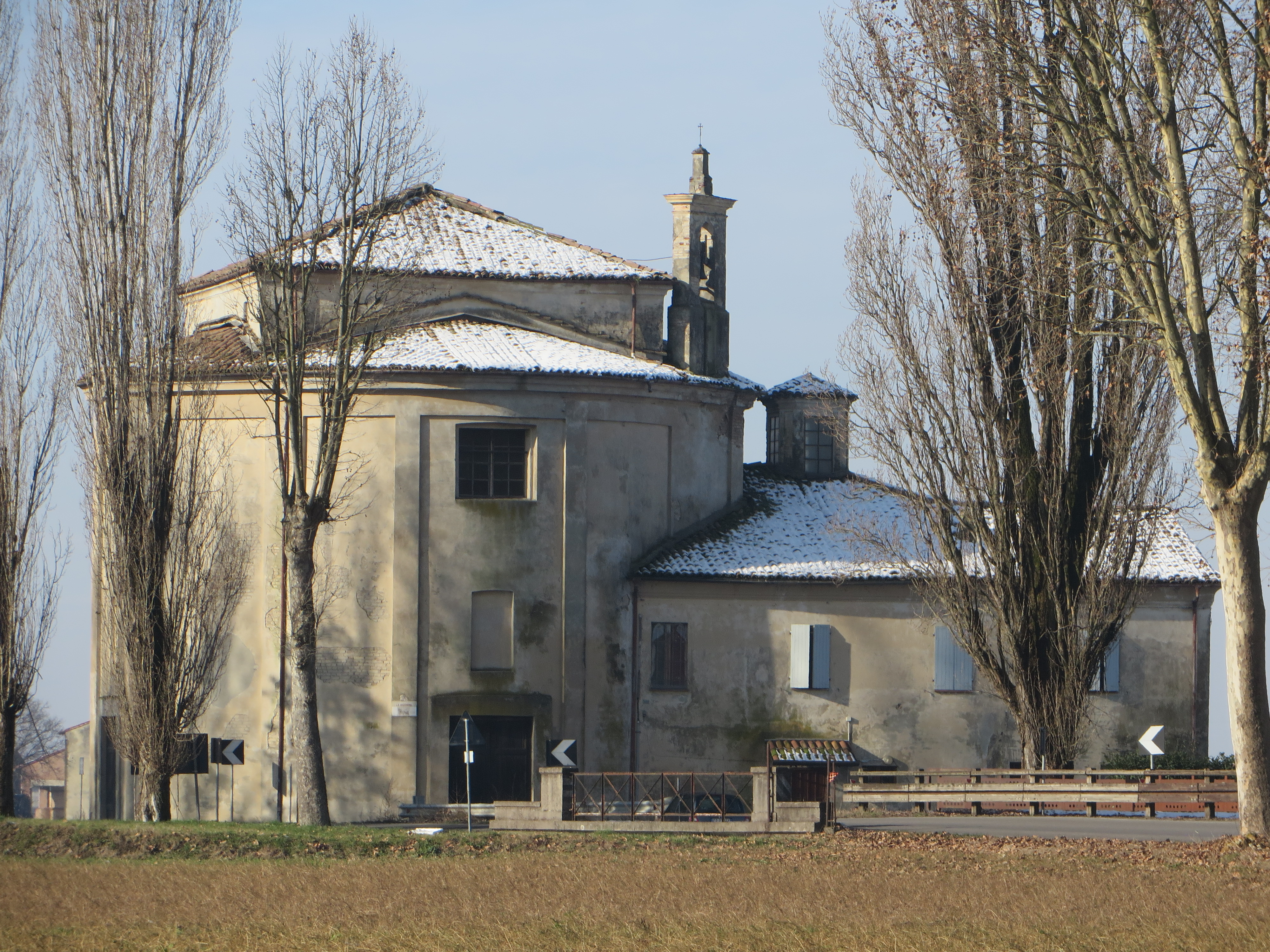
L'oratorio del Serraglio. La sua costruzione fu voluta da Scipione I de' Rossi

|        | Conte    | Pietro Maria II de' Rossi "Padre della Patria" | 1438 - 1482        | Antonia Torelli dei conti di Montechiarugolo                                                                | Acclamato padre della patria dei parmigiani al suo rientro in città nel 1470, episodio affrescato nella sala delle gesta rossiane della Rocca dei Rossi. |
|        | Conte    | Giovanni de' Rossi "il diseredato"             | 1482 - 1502        | Angela Scotti Douglas                                                                                       | Giovanni detto "il diseredato" rientrò di fatto in possesso del feudo solo nel 1493 e ufficialmente nel 1499, ciò fu possibile grazie all'amicizia e protezione di Gian Giacomo Trivulzio.                                                                                          |
|        | Marchese | Troilo I de' Rossi                             | 1502 - 1521        | Bianca Riario sorellastra di Giovanni dalle Bande Nere, nipote del papa Sisto IV e cugina di papa Giulio II | Fu nominato marchese dal re Luigi XII di Francia. |
|        | Marchese | Pietro Maria III de' Rossi "il giovane"        | 1521 - 1547        | Camilla Gonzaga                                                                                             | Chiamato il giovane per distinguerlo dai suoi illustri e omonimi predecessori. |
|        | Marchese | Troilo II de' Rossi                            | 1547 - 1591        | Eleonora Rangoni di Modena                                                                                  | Committente principale delle decorazioni della Rocca dei Rossi di San Secondo. |
|        | Marchese | Troilo III de' Rossi                           | 1591 - 1593        | | Morto senza eredi, gli successe il fratello. |
|        | Marchese | Federico I de' Rossi                           | 1593 - 1632        | Isabella Borromeo                                                                                           | Isabella era nipote del cardinale Federico Borromeo. |
|        | Marchese | Troilo IV de' Rossi                            | 1632 - 1635        | Claudia Tassoni                                                                                             | Morto privo di eredi maschi, gli successe il fratello. |
|        | Marchese | Pietro Maria IV de' Rossi                      | 1635 - 1653        | | Di fatto non prese mai possesso del feudo a causa della confisca dei beni da parte dei Farnese, visse a Farfengo. Morto senza prole, gli successe il fratello. |
|        | Marchese | Scipione I de' Rossi                           | 1653 - 1680        | Maria Rangoni                                                                                               | Abdicò nel 1680 in favore del figlio Federico. |
|        | Marchese | Federico II de' Rossi                          | 1680 - 1754        | Maria Vittoria Rangoni                                                                                      | |
|        | Marchese | Pietro Maria V de' Rossi                       | 1754 - 1754        | Ottavia Gallio Trivulzio poi Girolama Spinola                                                               | |
|        | Marchese | Scipione II de' Rossi                          | 1754 - 1802        | Chiara Martinengo prima, Teresa Vernazzi poi                                                                | Morto senza eredi in esilio scacciato fai francesi, la pretendenza passò al cugino. |
|        | Marchese | Giovan Girolamo (di Troilo) de' Rossi          | pretendente - 1817 | Morto senza eredi, lasciò il fratello Guido come usufruttuario della Rocca ma non lo nominò erede.          | L'ultimo Rossi, Guido, ciambellano della duchessa di Parma Maria Luigia, non venne nominato marchese. |

### Linea di successione dei conti, poi marchesi di San Secondo
|                     |                        |                            |                           |                           |                         |                             |                             |
|                     | Rolando                |                            |                           |                           |                         |                             |                             |
|                     |                        |                            |                           |                           |                         |                             |                             |
|                     |                        |                            |                           |                           |                         |                             |                             |
| Giacomo 1365 – 1370 | Giacomo 1365 – 1370    | Bertrando                  | Bertrando                 |                           |                         |                             |                             |
|                     |                        |                            |                           |                           |                         |                             |                             |
|                     |                        |                            |                           |                           |                         |                             |                             |
|                     |                        | Bertrando 1370 – 1396      |                           |                           |                         |                             |                             |
|                     |                        |                            |                           |                           |                         |                             |                             |
|                     |                        |                            |                           |                           |                         |                             |                             |
|                     |                        | Pier Maria I 1396 – 1438   |                           |                           |                         |                             |                             |
|                     |                        |                            |                           |                           |                         |                             |                             |
|                     |                        |                            |                           |                           |                         |                             |                             |
|                     |                        | Pier Maria II 1438 – 1482  |                           |                           |                         |                             |                             |
|                     |                        |                            |                           |                           |                         |                             |                             |
|                     |                        |                            |                           |                           |                         |                             |                             |
|                     |                        | Giovanni 1482 – 1502       |                           |                           |                         |                             |                             |
|                     |                        |                            |                           |                           |                         |                             |                             |
|                     |                        |                            |                           |                           |                         |                             |                             |
|                     |                        | Troilo I 1502 – 1521       |                           |                           |                         |                             |                             |
|                     |                        |                            |                           |                           |                         |                             |                             |
|                     |                        |                            |                           |                           |                         |                             |                             |
|                     |                        | Pier Maria III 1521 – 1547 |                           |                           |                         |                             |                             |
|                     |                        |                            |                           |                           |                         |                             |                             |
|                     |                        |                            |                           |                           |                         |                             |                             |
|                     |                        | Troilo II 1547 – 1591      |                           |                           |                         |                             |                             |
|                     |                        |                            |                           |                           |                         |                             |                             |
|                     |                        |                            |                           |                           |                         |                             |                             |
|                     |                        | Pier Maria                 |                           |                           |                         |                             |                             |
|                     |                        |                            |                           |                           |                         |                             |                             |
|                     |                        |                            |                           |                           |                         |                             |                             |
|                     | Troilo III 1591 – 1593 | Troilo III 1591 – 1593     | Federico I 1593 – 1632    | Federico I 1593 – 1632    |                         |                             |                             |
|                     |                        |                            |                           |                           |                         |                             |                             |
|                     |                        |                            |                           |                           |                         |                             |                             |
|                     | Troilo IV 1632 – 1635  | Troilo IV 1632 – 1635      | Pier Maria IV 1635 – 1653 | Pier Maria IV 1635 – 1653 | Scipione I 1653 – 1680  | Scipione I 1653 – 1680      |                             |
|                     |                        |                            |                           |                           |                         |                             |                             |
|                     |                        |                            |                           |                           |                         |                             |                             |
|                     |                        |                            |                           |                           | Federico II 1680 – 1754 |                             |                             |
|                     |                        |                            |                           |                           |                         |                             |                             |
|                     |                        |                            |                           |                           |                         |                             |                             |
|                     |                        |                            |                           | Pier Maria V 1754         | Pier Maria V 1754       | Troilo                      | Troilo                      |
|                     |                        |                            |                           |                           |                         |                             |                             |
|                     |                        |                            |                           |                           |                         |                             |                             |
|                     |                        |                            |                           | Scipione II 1754 – 1802   | Scipione II 1754 – 1802 | Giovan Girolamo 1802 – 1817 | Giovan Girolamo 1802 – 1817 |

## Conti o marchesi?

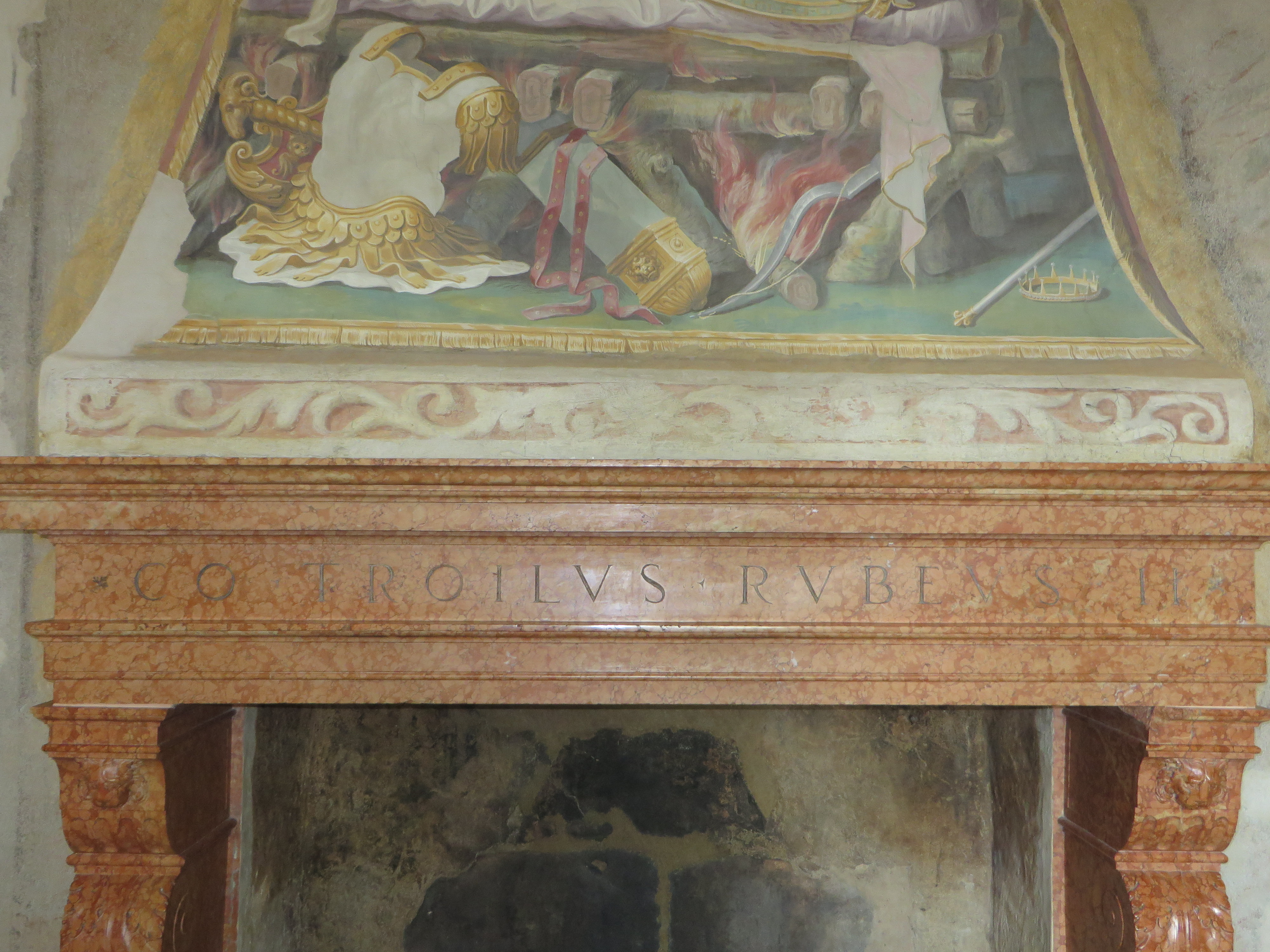
Camino della sala di Circe e Didone, rocca dei Rossi, San Secondo

Nonostante, nella loro quasi totalità, le fonti concordino con il fatto che il feudo di San Secondo sia nato come contea nel 1365 e sia divenuto marchesato nel 1503 sotto Troilo I, a cui venne appunto attribuito il titolo di marchese dal re di Francia Luigi XII e che quindi sia universalmente accettato dagli storici che si occuparono dei Rossi come Pompeo Litta, Ireneo Affò, Angelo Pezzana che San Secondo fosse stato eretto a marchesato, permangono alcune incoerenze che sono degne di menzione:
In un documento del Cinquecento si afferma che fu Ludovico il Bavaro a nominare nel 1330 (epoca in cui i Rossi non possedevano che una quarta parte del feudo di San Secondo) Marsilio de' Rossi e i suoi fratelli marchesi di San Secondo.

Un'altra incoerenza, ben più tangibile, come fa notare lo studioso locale Pier Luigi Poldi Allaj, si trova in ben cinque Sale della Rocca di San Secondo, dove sono presenti altrettanti camini in marmo recanti l'iscrizione CO Troilus Rubeus II (Sala delle Gesta Rossiane, Sala dei Giganti, Sala di Adone, Sala di Latona) oppure la variante Troilus Rubeus CO II (Sala di Circe e Didone), Troilo II, che commissiona i camini, si fa quindi chiamare con il titolo di conte e non con quello più blasonato di marchese, benché si affermi che il titolo sia stato concesso al nonno Troilo I. 

Variante dello scudo dei Rossi.

Alcune tesi sostengono che la seconda incoerenza si potrebbe in parte spiegare con il fatto che il titolo di marchese, concesso dal re di Francia, non venne usato in periodo pontificio; quindi essendo Troilo II al servizio del papa preferì utilizzare il titolo di conte. Tale titolo probabilmente non venne ostentato neppure in seguito quando i Rossi furono per lungo tempo al servizio dello stato di Milano, retto dagli spagnoli, acerrimi nemici dei francesi.
Tuttavia ciò contrasta con il fatto che i rapporti dei Rossi con il papato nel periodo della costruzione del camino e cioè nell'ultimo quarto di secolo XVI, furono ottimi, in quel periodo un esponente della casata, Ippolito de' Rossi era addirittura cardinale, quindi non si vede la necessità di omettere il titolo nobiliare. Altro indizio non trascurabile è il ritratto di Pier Maria Rossi del Parmigianino che è esposto al Prado con la didascalia "retrato del conde de San Sigundo" mentre il ritratto della moglie Camilla Gonzaga, esposto sempre al Prado, riporta il titolo "mujer del Conde de San Sigundo". In entrambi i casi viene usato il titolo di conte, non di marchese, infine, anche Pietro Aretino, amico di Giovanni delle Bande Nere e di suo nipote Pier Maria II, si rivolge al Rossi nelle lettere qualificandolo con il titolo di conte, ricordando inoltre che Pier Maria II fu al servizio dei francesi (coloro che concessero il titolo nobiliare) vengono anche a cadere le eventuali ragioni di opportunità che avrebbero potuto eventualmente sussistere nel periodo spagnolo.

## Stemma
Lo stemma dei Rossi era così illustrato: Inquartato: nel 1° e 4° d'azzurro al leone d'oro; nel 2° e 3° ondato dìargento e d'azzurro; in capo scudetto di verde con tre teste.

## Altre notizie
Nell'emblema comunale di San Secondo Parmense non vi è traccia del leone rampante rossiano, anche se rimangono i colori della casata (bianco e azzurro) nel gonfalone. Lo scudo dei Rossi rappresenta, invece, lo stemma della locale squadra di calcio.